# Vanne (Haute-Saône)
Pour les articles homonymes, voir Vanne (homonymie).
Vanne est une commune française située dans le département de la Haute-Saône, la région culturelle et historique de Franche-Comté et la région administrative Bourgogne-Franche-Comté.

## Géographie

### Climat
Pour des articles plus généraux, voir Climat de la Bourgogne-Franche-Comté et Climat de la Haute-Saône.
En 2010, le climat de la commune est de type climat des marges montargnardes, selon une étude du Centre national de la recherche scientifique s'appuyant sur une série de données couvrant la période 1971-2000. En 2020, Météo-France publie une typologie des climats de la France métropolitaine dans laquelle la commune est dans une zone de transition entre le climat océanique altéré et le climat océanique altéré et est dans la région climatique  Lorraine, plateau de Langres, Morvan, caractérisée par un hiver rude (1,5 °C), des vents modérés et des brouillards fréquents en automne et hiver. 
Pour la période 1971-2000, la température annuelle moyenne est de 10,3 °C, avec une amplitude thermique annuelle de 17,3 °C. Le cumul annuel moyen de précipitations est de 950 mm, avec 13 jours de précipitations en janvier et 9,4 jours en juillet. Pour la période 1991-2020, la température moyenne annuelle observée sur la station météorologique de Météo-France la plus proche, « Combeaufontaine », sur la commune de Combeaufontaine à 12 km à vol d'oiseau, est de 10,7 °C et le cumul annuel moyen de précipitations est de 1 044,0 mm. 
La température maximale relevée sur cette station est de 41 °C, atteinte le 25 juillet 2019 ; la température minimale est de −26 °C, atteinte le 6 janvier 1985,,. 
Les paramètres climatiques de la commune ont été estimés pour le milieu du siècle (2041-2070) selon différents scénarios d'émission de gaz à effet de serre à partir des nouvelles projections climatiques de référence DRIAS-2020. Ils sont consultables sur un site dédié publié par Météo-France en novembre 2022.

## Urbanisme

### Typologie
Au 1er janvier 2024, Vanne est catégorisée commune rurale à habitat dispersé, selon la nouvelle grille communale de densité à sept niveaux définie par l'Insee en 2022.
Elle est située hors unité urbaine. Par ailleurs la commune fait partie de l'aire d'attraction de Vesoul, dont elle est une commune de la couronne,. Cette aire, qui regroupe 158 communes, est catégorisée dans les aires de 50 000 à moins de 200 000 habitants,.

### Occupation des sols
L'occupation des sols de la commune, telle qu'elle ressort de la base de données européenne d’occupation biophysique des sols Corine Land Cover (CLC), est marquée par l'importance des territoires agricoles (68 % en 2018), une proportion identique à celle de 1990 (68 %). La répartition détaillée en 2018 est la suivante : 
terres arables (42,2 %), forêts (28,3 %), prairies (24,5 %), zones urbanisées (3,8 %), zones agricoles hétérogènes (1,3 %). L'évolution de l’occupation des sols de la commune et de ses infrastructures peut être observée sur les différentes représentations cartographiques du territoire : la carte de Cassini (XVIIIe siècle), la carte d'état-major (1820-1866) et les cartes ou photos aériennes de l'IGN pour la période actuelle (1950 à aujourd'hui).

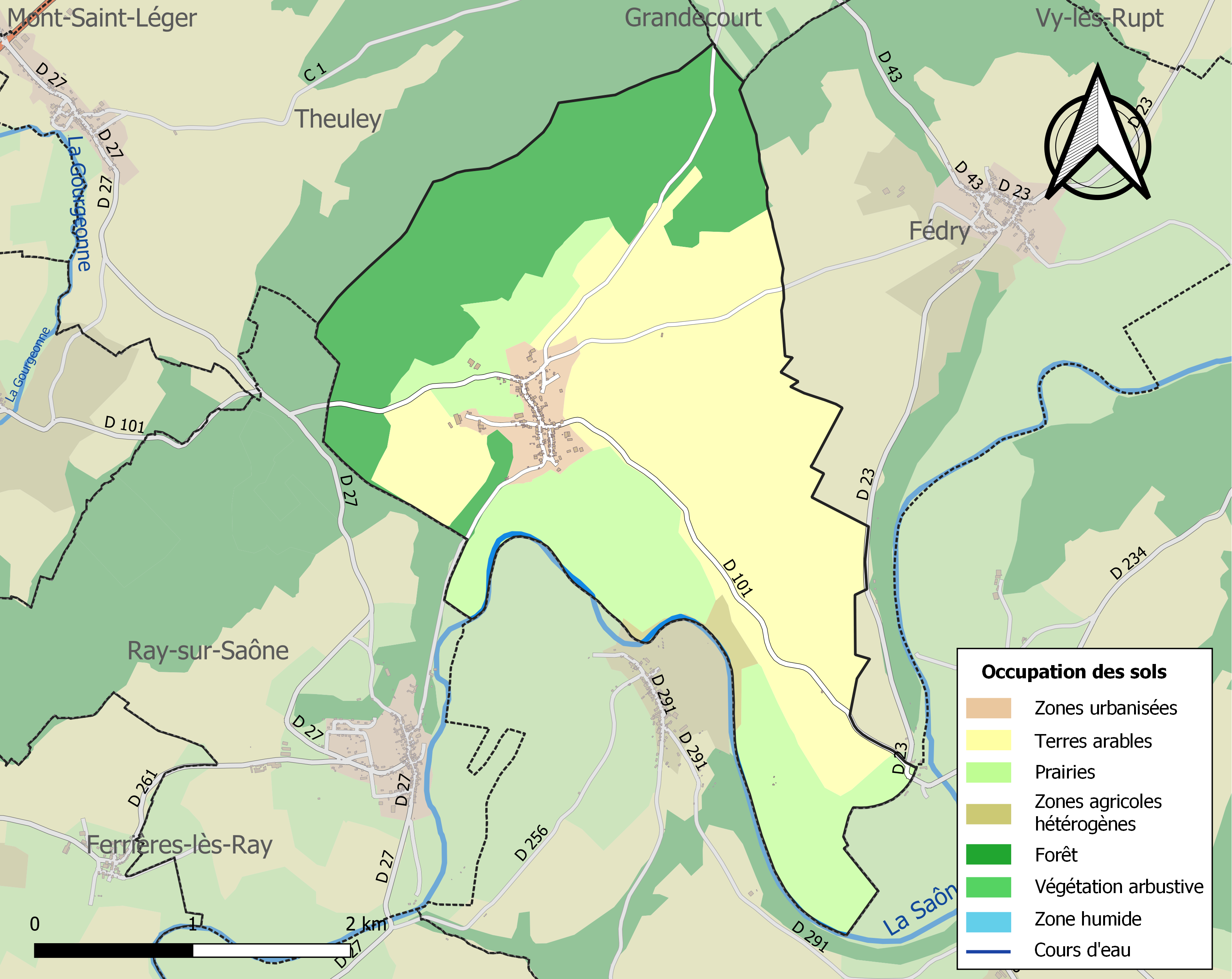
Carte des infrastructures et de l'occupation des sols de la commune en 2018 (CLC).

## Toponymie
Vanne est un toponyme désignant un  « retranchement construit dans une rivière pour fermer le passage aux poissons ».
Jusqu'en 1910 le nom était écrit au pluriel « Vannes »[réf. nécessaire].

## Histoire
Vanne faisait partie de la terre de Ray.
La commanderie de Sales de l'ordre du Temple, y avait une dépendance et le commandeur y exerçait la haute, moyenne et basse justice.
En 1569 pendant la troisième guerre de religions, comme beaucoup d'autres, le village fut pillé et incendié par les troupes de Wolfgang de Bavière duc des Deux-Ponts qui traversait la région à la tête d'une armée de mercenaires pour aller prêter main-forte aux protestants français dirigés par Condé et Coligny lesquels, dans l'Ouest de la France, combattaient l'armée royale conduite par le duc d'Anjou.

## Politique et administration

### Rattachements administratifs et électoraux
La commune fait partie de l'arrondissement de Vesoul du département de la Haute-Saône, en région Bourgogne-Franche-Comté. Pour l'élection des députés, elle dépend de la première circonscription de la Haute-Saône.
Elle fait partie depuis 1801 du canton de Dampierre-sur-Salon. Dans le cadre du redécoupage cantonal de 2014 en France, le territoire de ce canton s'est accru, passant de 29 à 50 communes.

### Intercommunalité
La commune fait partie de la communauté de communes des quatre rivières, intercommunalité créée en 1996.

### Liste des maires
| Période                                  | Période                  | Identité             | Étiquette | Qualité                        |
| ---------------------------------------- | ------------------------ | -------------------- | --------- | ------------------------------ |
| Les données manquantes sont à compléter. |                          |                      |           |                                |
|                                          | 2002                     | Marcel Drouhet       |           |                                |
| 2002                                     | 2008                     | Jean-Louis Lhuillier |           |                                |
| 2008                                     | 2009                     | Frédéric Longeron    |           |                                |
| 2009                                     | En cours (au 9 mai 2016) | Joël Mongin          |           | Réélu pour le mandat 2014-2020 |

## Démographie
L'évolution du nombre d'habitants est connue à travers les recensements de la population effectués dans la commune depuis 1793. Pour les communes de moins de 10 000 habitants, une enquête de recensement portant sur toute la population est réalisée tous les cinq ans, les populations de référence des années intermédiaires étant quant à elles estimées par interpolation ou extrapolation. Pour la commune, le premier recensement exhaustif entrant dans le cadre du nouveau dispositif a été réalisé en 2004.

En 2022, la commune comptait 126 habitants, en évolution de +29,9 % par rapport à 2016 (Haute-Saône : −1,4 %, France hors Mayotte : +2,11 %).
| 1793 | 1800 | 1806 | 1821 | 1831 | 1836 | 1841 | 1846 | 1851 |
| ---- | ---- | ---- | ---- | ---- | ---- | ---- | ---- | ---- |
| 396  | 432  | 425  | 415  | 381  | 424  | 459  | 415  | 413  |

| 1856 | 1861 | 1866 | 1872 | 1876 | 1881 | 1886 | 1891 | 1896 |
| ---- | ---- | ---- | ---- | ---- | ---- | ---- | ---- | ---- |
| 362  | 355  | 362  | 357  | 319  | 341  | 311  | 297  | 249  |

| 1901 | 1906 | 1911 | 1921 | 1926 | 1931 | 1936 | 1946 | 1954 |
| ---- | ---- | ---- | ---- | ---- | ---- | ---- | ---- | ---- |
| 242  | 230  | 238  | 201  | 199  | 197  | 195  | 190  | 195  |

| 1962 | 1968 | 1975 | 1982 | 1990 | 1999 | 2004 | 2006 | 2009 |
| ---- | ---- | ---- | ---- | ---- | ---- | ---- | ---- | ---- |
| 190  | 174  | 140  | 123  | 105  | 85   | 103  | 111  | 93   |

| 2014 | 2019 | 2022 | - | - | - | - | - | - |
| ---- | ---- | ---- | - | - | - | - | - | - |
| 94   | 115  | 126  | - | - | - | - | - | - |

## Économie
- Agriculture

La commune compte six exploitations agricoles, principalement orientées sur l'élevage et la polyculture[Quand ?].

## Culture locale et patrimoine

### Lieux et monuments

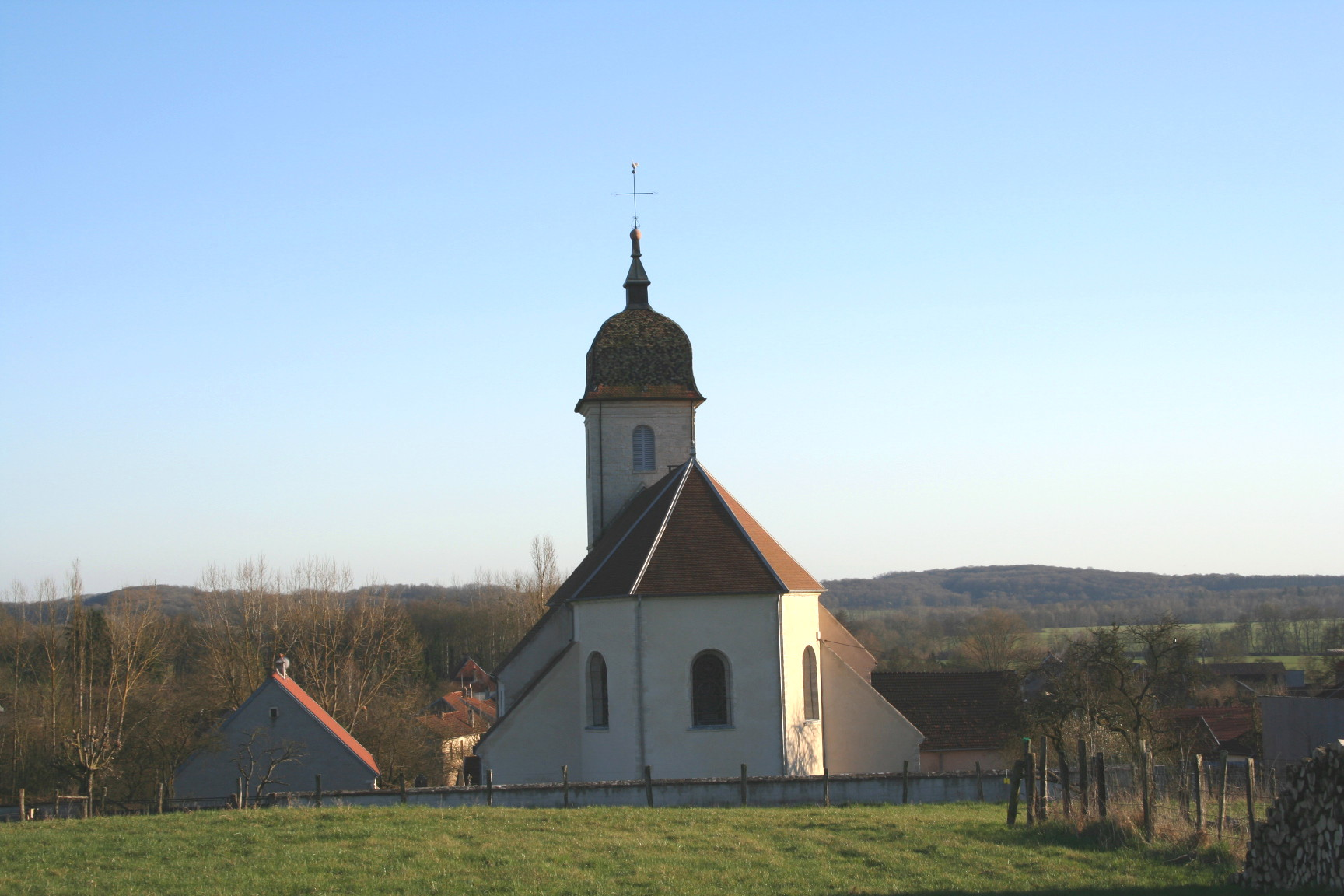
L'église vue depuis la rue des Vignes.

- Bords de Saône
- Écluse
- Église du XVIIIe siècle
- Lavoir

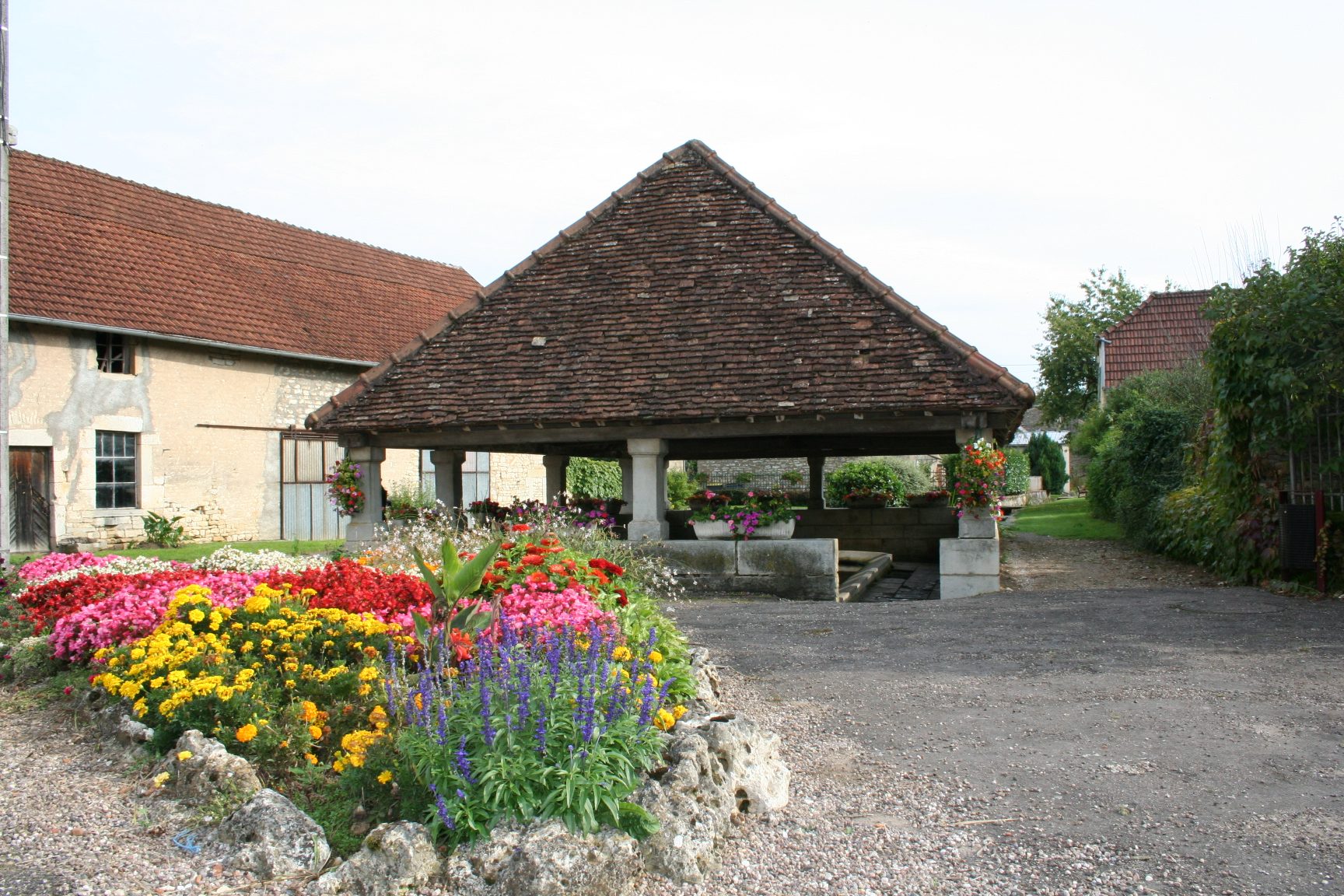
Le lavoir.
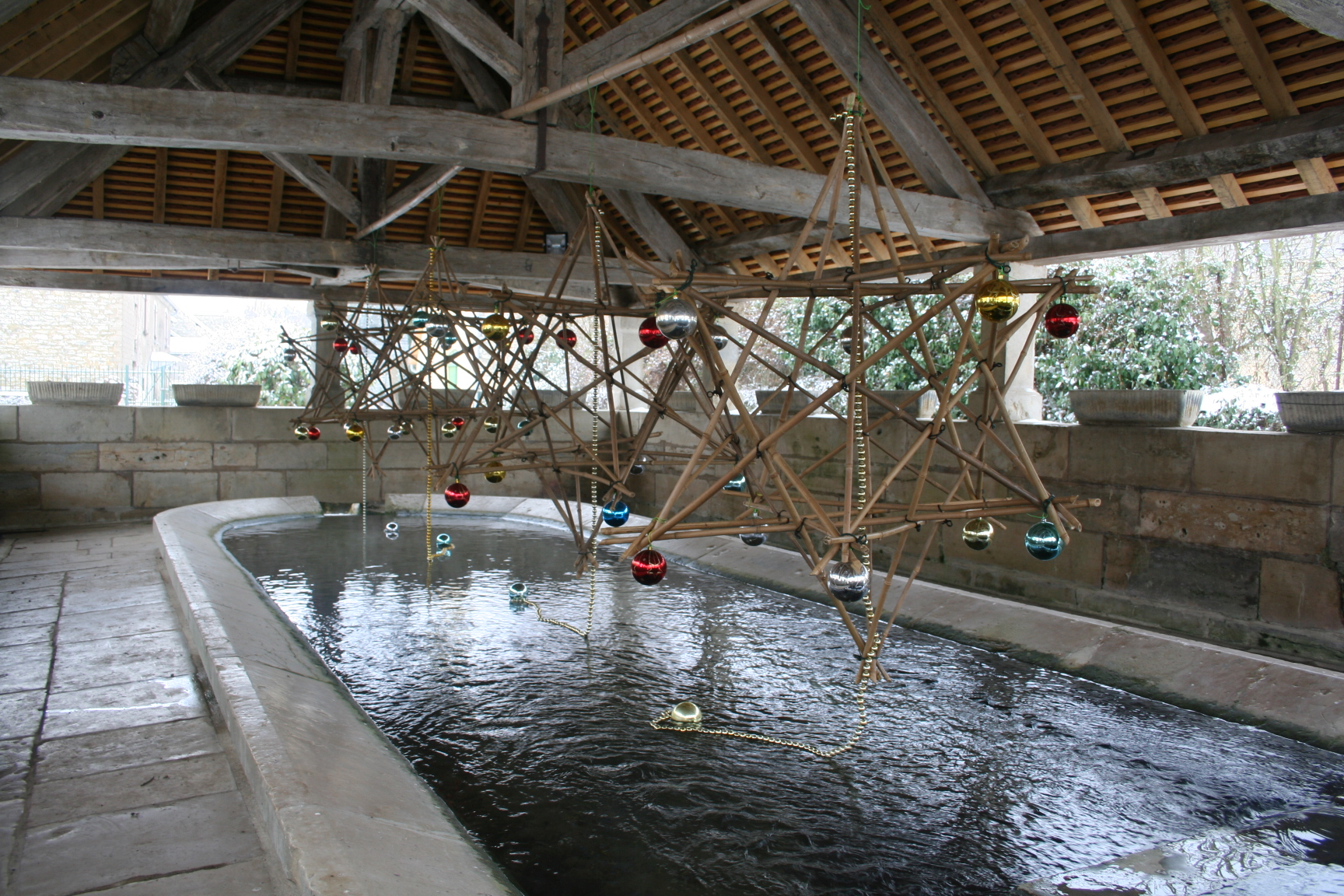
Le lavoir, vue sur le bassin.

- Calvaire
- Caveau de la mairie
- Bambouseraie
- Mairie.

### Héraldique
| Blason de Vanne | Blason  | De sable à trois fasces denchées par le bas d'or et un brochet de même en chef. |
| Blason de Vanne | Détails | Création de Camille Heidet adoptée par la municipalité en 1993.                 |